# Föllim
Föllim ist ein Ort in der Gemeinde Poysdorf im nordöstlichen Weinviertel (Niederösterreich). Die Ortschaft hat 168 Einwohner (Stand 1. Jänner 2024). Bis Ende 1970 war Föllim eine eigenständige Gemeinde.

## Lage
Föllim liegt am südwestlichen Abhang der Falkensteiner Berge in einer Seehöhe von 278 m und ist eine Katastralgemeinde der Stadtgemeinde Poysdorf, von deren Zentrum es etwa 7 km entfernt liegt. Es gehört zum politischen Bezirk Mistelbach. Die Fläche beträgt 4,29 km², wobei 6,54 ha Weinbaufläche sind. In Föllim stehen ca. 94 Häuser. Der Ort zählt zu den typischen Dörfern in ländlichem Raum ohne nennenswerte Nahversorgung.

## Geschichte
Die erste urkundliche Erwähnung stammt vom am 8. Dezember 1254. Föllim wird dabei als „Velben bei Steutz“ bezeichnet und dem Kloster Heiligenkreuz geschenkt. Der Name Föllim kommt wahrscheinlich von Velve, was Felberbaum oder Weidenbaum bedeutet. Bis 1872 gehörte Föllim zu Ameis, danach wurde der Ort eine eigene Gemeinde. Zu Beginn des 20. Jahrhunderts wurde die Burg Föllim mit dem dazugehörigen Grundbesitz an den Schmiedemeister Horak verkauft. Föllim wurde 1929 an das Stromnetz angeschlossen, weiters wurde eine Milchgenossenschaft gegründet. Laut Adressbuch von Österreich waren im Jahr 1938 in der Ortsgemeinde Föllim ein Gastwirt, zwei Gemischtwarenhändlerinnen, ein Schmied, ein Schneider und zwei Schuster ansässig.

### Zweiter Weltkrieg
Im April 1945, gegen Ende des Zweiten Weltkriegs, war Föllim Schauplatz schwerer Kampfhandlungen zwischen Truppen der Waffen-SS und der Roten Armee. Darüber befindet sich im Archiv des Heeresgeschichtlichen Museums ein ausführlicher Bericht. Demnach begann am 18. April 1945 der Angriff der Sowjettruppen auf den Ort, in dem bereits Wochen zuvor Soldaten der 37. SS-Freiwilligen-Kavallerie-Division Quartier bezogen und Verteidigungsstellungen bauten. Der Angriff konnte zunächst abgewehrt werden, Artillerie- und PAK-Beschuss hielten jedoch von außerhalb weiter an. In der Nacht auf den 19. April versuchten sowjetische Soldaten wiederum mehrere Male, den Ort einzunehmen, wurden aber stets zurückgeschlagen. Daraufhin eröffnete die sowjetische Artillerie im Verlauf des 19. April ein Trommelfeuer aus schweren Kalibern, so dass um die Mittagszeit fast der ganze Ort in Flammen stand. Nach mehreren weiteren gescheiterten Versuchen, den Ort einzunehmen, umgingen die Russen das Dorf und nahmen es schließlich von Osten her ein. Im Verlauf dieser Kampfhandlungen wurden 12 deutsche, über 30 sowjetische Soldaten und 6 Zivilisten aus Föllim getötet. Etwa 60 % des Häuserbestandes wurden zerstört, was durch Brände und Beschuss nicht zerstört wurde, raubten die Rotarmisten, welche den Ort bis in den August 1945 besetzt hielten.

### Nachkriegszeit
1951 erfolgte der Anschluss des Ortes an das Telefonnetz. Am 1. Jänner 1971 wurde die Eingemeindung von Föllim zur Stadtgemeinde Poysdorf vollzogen.
Mit 1. Jänner 1971 wurden im Zuge der Niederösterreichischen Kommunalstrukturverbesserung die bis dahin selbständigen Gemeinden Erdberg, Föllim, Ketzelsdorf, Poysbrunn, Walterskirchen und Wetzelsdorf nach Poysdorf eingemeindet.
1977 wurde eine öffentliche Wasserversorgung einschließlich Hochbehälter (250 m³) errichtet.
Am 12. Juli 1998 wurde das neu errichtete Feuerwehrhaus und Dorfzentrum nach einer Bauzeit von 1½ Jahren eröffnet. Die feierliche Einweihung wurde anlässlich des 100-jährigen Bestehens der Freiwilligen Feuerwehr Föllim vorgenommen.
Der aus wissenschaftlichen Gründen bedeutende Trockenrasen am Kranawettberg wurde im Jahr 2000 zum Naturdenkmal erklärt (Listeneintrag).

## Wirtschaft und Verkehr

### Wirtschaft
Die Haupterwerbszweige von Föllim sind Weinbau, Landwirtschaft und Viehzucht.

### Verkehr
Vorrangiges Verkehrsmittel ist der private Personenkraftwagen. Das Dorf ist auch an das öffentliche Verkehrsnetz angeschlossen, wobei lediglich dreimal täglich ein Bus fährt.

## Sehenswürdigkeiten

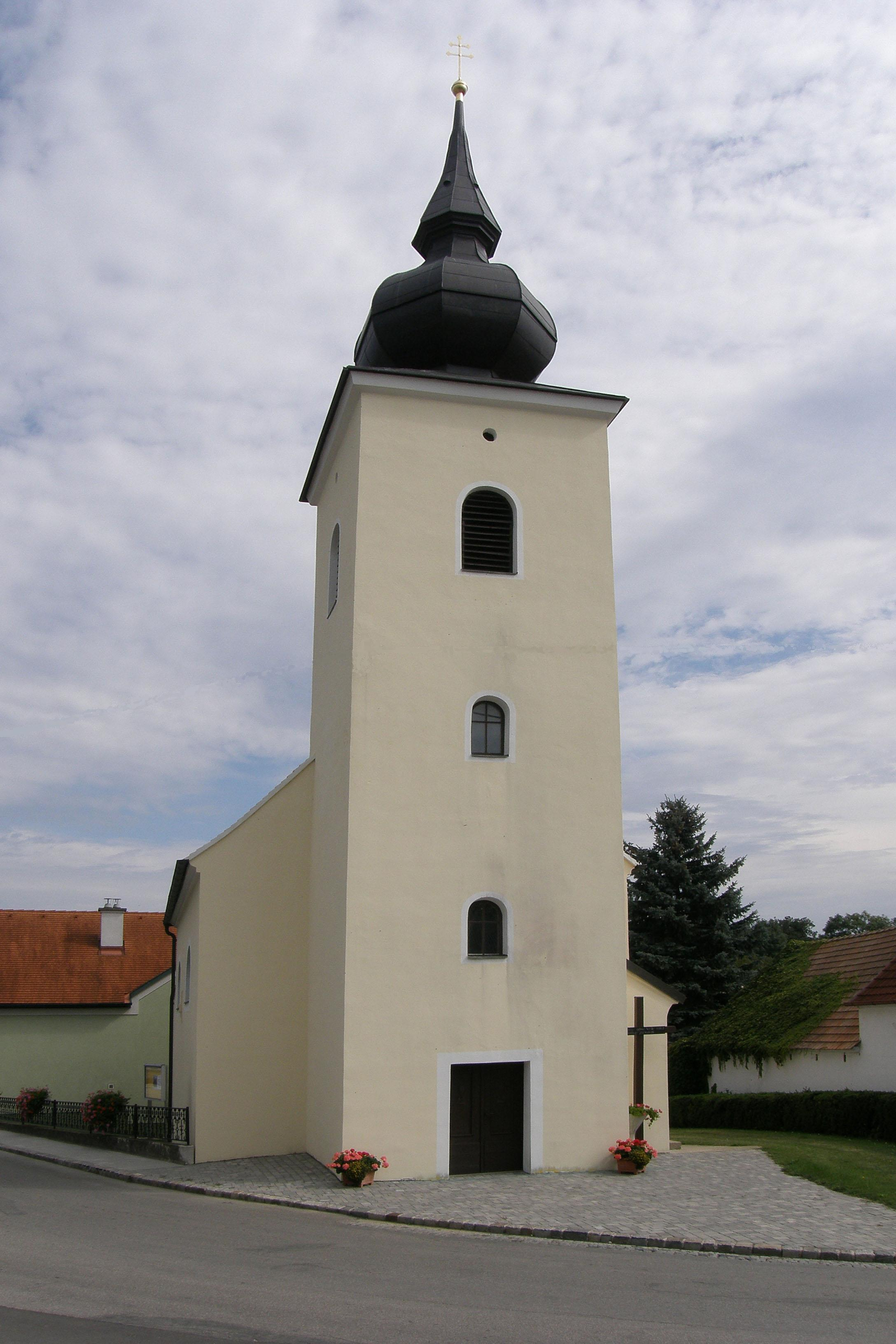
Wallfahrtskirche Föllim

- Filial- und Wallfahrtskirche hl. Herz Mariens und Friedhof
- Trockenrasenfläche am Kranawettberg
- Weidenbaum – gelbe Lein
- Dorfzentrum
- Weltkugel
- Die im Jahre 1900 verkaufte Burg ist mittlerweile bis auf einen kleinen Turm zerfallen.

## Kurioses
Aufgrund der abgeschiedenen Lage und der geringen Größe des Dorfes nennt man die Bewohner auch „Weltachsenschmierer“. Im örtlichen Dorfzentrum hängt eine „Weltachsenschmierordnung“ aus. Diese enthält unter anderem Anordnungen, welcher Weltachsenschmierer wann die Weltachse zu schmieren hat. „Bei Krankheit ist für gleichwertigen Ersatz zu sorgen“ (Zitat aus der Weltachsenschmierordnung).